# István Antal
István Antal (n. 23 iunie 1948, Racoș, Brașov, România) este un politician român de etnie maghiară, membru al Parlamentului României. István Antal a fost deputat în toate legislaturile din perioada 1992-2016.  